# Żubrówka (Marke)

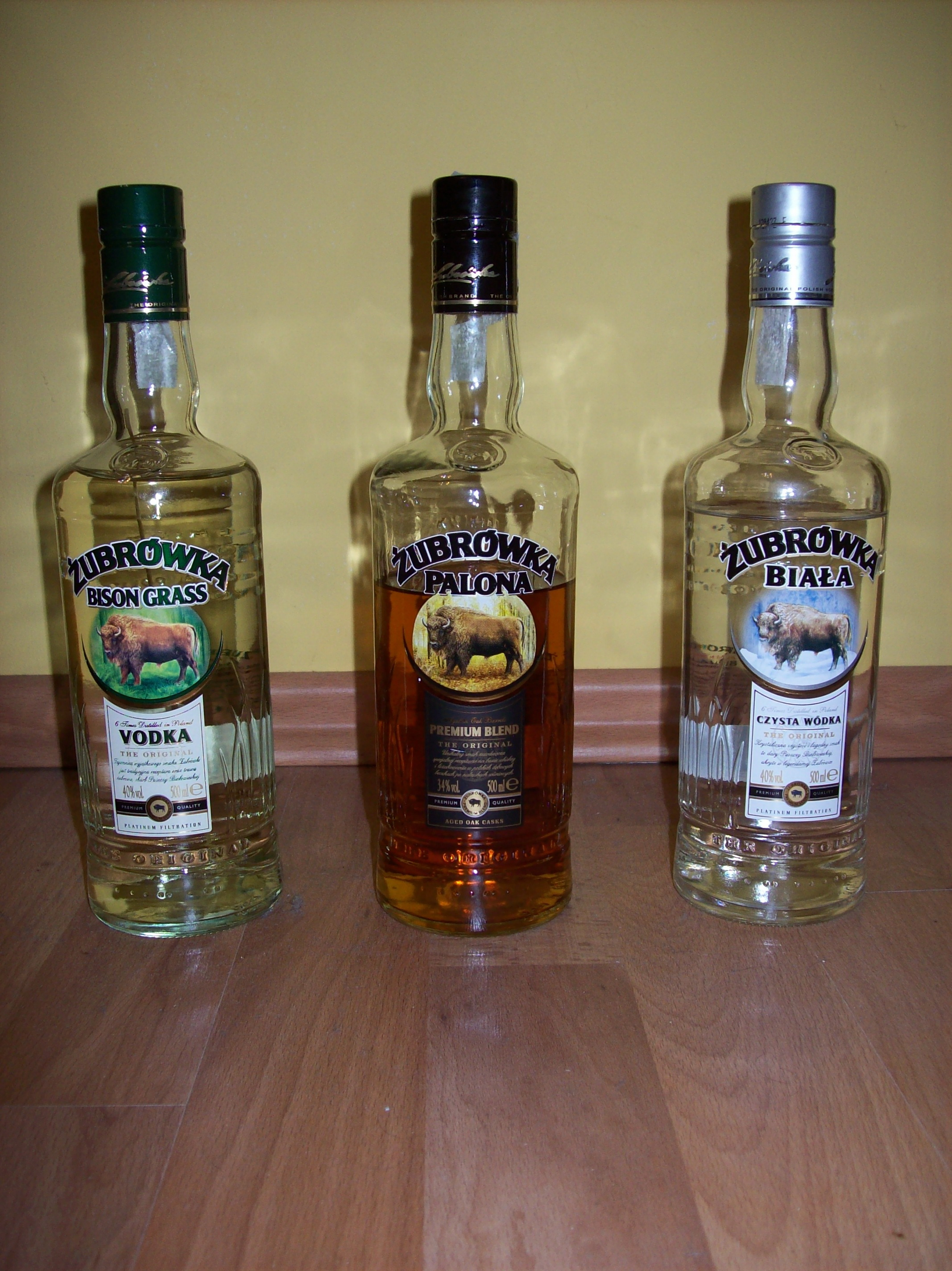
Drei Flaschen der Marke Żubrówka

Żubrówka (anhörenⓘ) ist der Markenname eines Wodkas des polnischen Unternehmens Polmos aus Białystok. Der Name des Wodkas leitet sich vom polnischen Wort Żubr für Wisent ab.
Hergestellt wird der Wodka aus Roggen. Anschließend wird er mit einem Duftenden Mariengras (Hierochloe odorata) aromatisiert, dessen Cumarin ihm sein typisches Waldmeisteraroma verleiht. In der Flasche befindet sich ein Halm des Grases. Żubrówka hat einen Alkoholgehalt von 40 Volumenprozent.

## Geschichte
Der Wodka wurde ursprünglich im 17. Jahrhundert in Polen entwickelt und vor allem von Händlern aus den Belowescher Wäldern im ganzen Land vertrieben. Zu jener Zeit variierte der Geschmack jedoch abhängig von der Qualität und dem Gehalt der Zutaten stark. Erst 1926 gelang es dem Unternehmen Polmos, den Wodka für die Massenproduktion tauglich zu machen. 1936 wurde die Herstellung zwischenzeitlich von Białystok nach Brześć verlegt, nach der Westverschiebung Polens im Zuge des Zweiten Weltkrieges 1945 jedoch wieder am ursprünglichen Standort fortgesetzt. 1991 erfolgte schließlich die Privatisierung der Produktionsstätten. Seit 2005 gehört die Marke zum Unternehmen CEDC, welches wiederum seit 2013 zur Russian Standard Corporation gehört.

## Drinks
Der Wodka wird pur, aber auch häufig mit Apfelsaft gemischt getrunken. Dieses Getränk hat in Polen verschiedene Bezeichnungen:
- jabłecznik und szarlotka zugleich die Bezeichnung für bestimmte Apfelkuchen
- tatanka in der Sprache der Sioux das Wort für Büffel und
- marcepanik von marcepan für Marzipan.